# Мамонов Сергій Олексійович
Сергі́й Олексі́йович Мамо́нов (нар. 5 квітня 1949 у м. Запоріжжя) — український композитор, педагог, музично-громадський діяч. Член Спілки композиторів СРСР та Національної спілки композиторів України з 1975 р. Лауреат Республіканської комсомольської премії ім. М. Островського (1982). Лауреат Республіканського конкурсу на найкращу пісню (1985). Заслужений діяч мистецтв України (1986).

## Біографія
Закінчив Московську військово-музичну школу (клас тромбона, 1961—1968), Харківський інститут мистецтв імені І. П. Котляревського (з відзнакою, клас композиції професора В. Т. Борисова, 1969—1974).
Відповідальний секретар (1974—1978), голова правління Донецької організації НСКУ (з 1983), член президії (1984—1989), секретар правління НСКУ (з 1989). Викладач (з 1975), старший викладач (з 1978), доцент (з 1989), в.о. професора (з 1993), професор (з 1994) кафедри композиції і сучасних музичних технологій Донецької державної музичної академії ім. С. С. Прокоф'єва.

## Твори
Твори Мамонова приваблюють яскравістю тематизму, свіжістю гармонії, чіткістю форми. Особливо ці якості притаманні симфонічній музиці, яка зазначена ясністю і глибиною змісту, барвистістю та вишуканістю звукової палітри. Значну частину репертуару становлять камерно-інструментальні, камерно-вокальні твори та пісні.

## Список основних творів
Вокально-симфонічні:
- поема «Червоний вісник» для баритона, мішаного хору та ЕСО (сл. Б. Ластовенко, 1980)
- сюїта «Колір моєї Вітчизни» для солістів, жіночого вок. анс. і ЕСО (сл. Р. Братуня, 1981)
- ода «Твої визволителі, Донбас» для мішаного та дитячого хорів і симфонічного. орк. (Сл. А. Кравченко, 1984) і ін.

Оркестрові:
- Симфонієта (1974);
- Концертіно для ФП. з орк. (1974, К., «М. В.», 1981)
- Концерт-дивертисмент для кам. орк. (1980) та ін

Камерно-інструментальні:
- Квартет для струнних (1972);
- Прелюдії і п'єси для фортепіано, бандури, скрипки та вортепіано, віолончелі та фортепіано.

Камерно-вокальні:
- Вок. цикл «Три історичні пісні українського народу» (сл. нар, 1972);
- Два романси для голосу, флейти і ФП. (Сл. В. Кудряшова, Ф. Г. Лорки, 1984);
- Поема — плач для голосу і ФП. «Колосочки-колоски» (до 60-річчя голодомору в Україні, 1993);
- Фантазія на тему рос. нар. пісні «А вже весна» для ансамблю бандуристок (1998).

- Оркестрово-хорові гімни, в тому числі: Донецького Національного університету, Донецького державного університету управління, Донбаської державної академії будівництва та архітектури, Союзу «За єдність, злагоду та відродження», Донецької державної музичної академії ім. С. С. Прокоф 'єва (1999—2003) та ін

- Музика до хореографічних постановок.

- Обробки народних пісень.

- Пісні (понад 60, окремі фондові записи різних років на Укррадіо).

Твори Сергія Мамонова виконувалися в США, Німеччині, Фінляндії, Югославії, Молдові, Грузії, Вірменії, Казахстані, Росії, Україні. Видано близько 20 творів.

## Фото

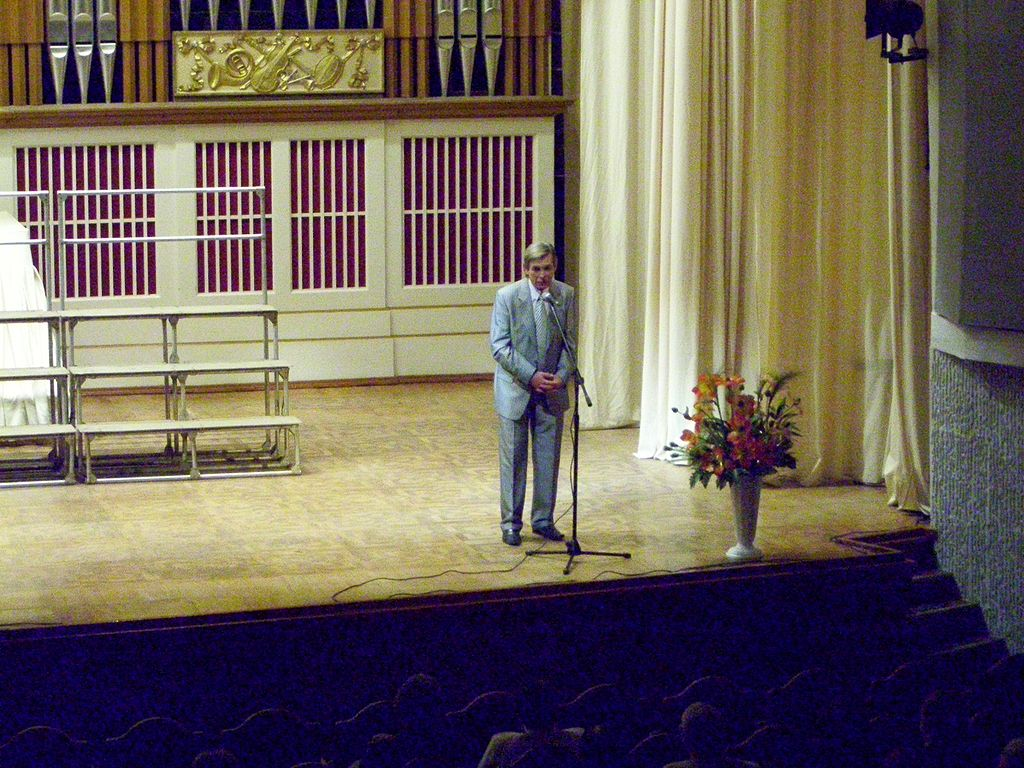
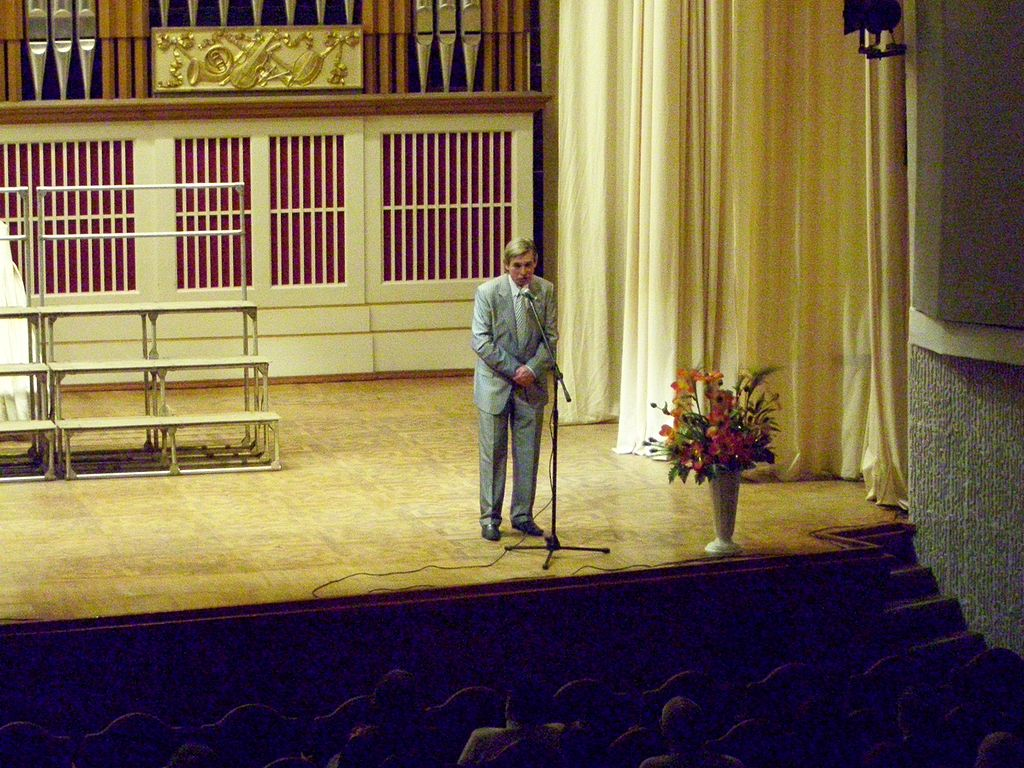
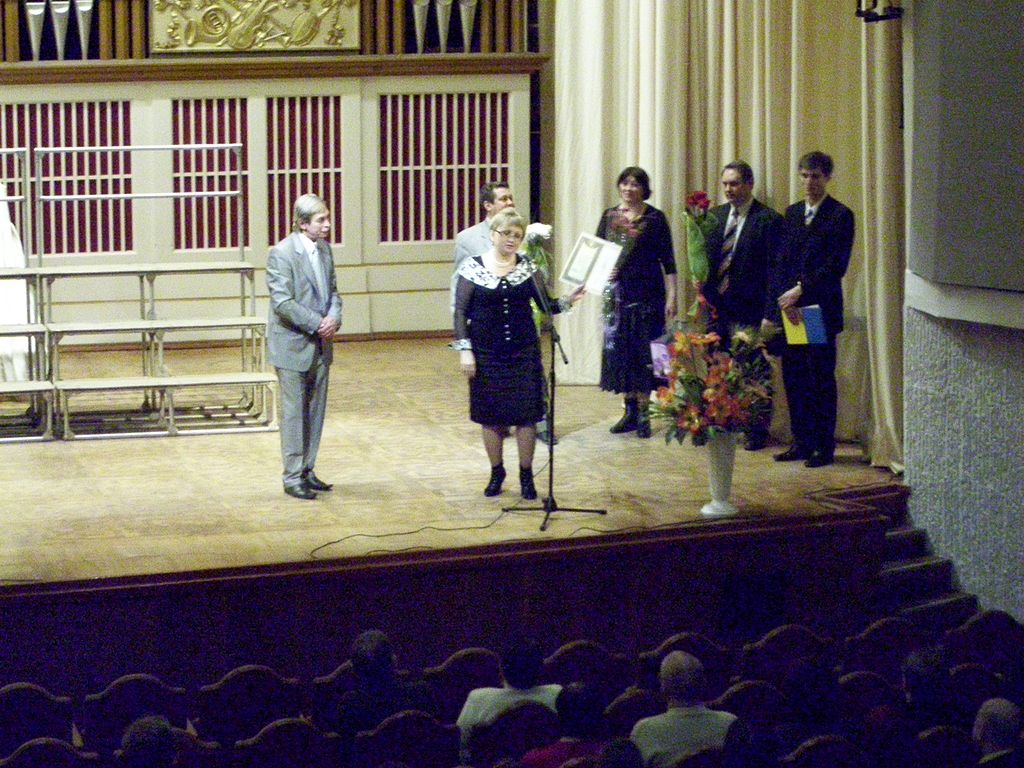

## Учні
Серед учнів С. Мамонова — члени НСКУ, композитори: заслужений діяч мистецтв України Володимир Стеценко, кандидат мистецтвознавства Андрій Карнак, дипломант Всеросійського конкурсу композиторів імені Андрія Петрова Кирило Фандєєв, магістри мистецтвознавства — дипломант міжнародного, лауреат всеукраїнського конкурсів, лауреат премії ім. Л. М. Ревуцького Євген Петриченко, Антон Клейн та інші.

## Публікації
С. Мамонов — автор науково-методичних робіт в області інструментування і музичної педагогіки, серед яких навчально-методичний посібник з інструментування «Аналіз елементів і будови оркестрової вертикалі» (Київ-Донецьк, 1995, ISBN 5-7707-7985-3), навчальні програми за спеціалізацією «Композиція» для вищих музичних навчальних закладів з курсів: «Методика викладання композиції» (1998), «Сучасні композиторські стилі і техніки», «Композиторська майстерність» (2001, для магістратури), «Композиція», "Сучасні композиторські техніки "(2004, для асистентури-стажування), " Сучасна оркестровка ", " Практика "(2005, для асистентури-стажування).

## Преса, рецензії, відгуки
- Гамова І. Про поліфонія в творах донецьких композиторів
- Іванченко В. Інструментальний концерт у творчості донецьких композиторів (до проблеми симфонізації жанру)
- Пономаренко — Цанк А. Жанр фортепіанного концерту в творчості донецьких композиторів 70-90 років XX століття / / Музичне мистецтво Донбасу. — К.-Донецьк: Донецька державна консерваторія ім. С. С. Прокоф 'єва, 2001.
- Верещагін Б. Знайти свій почерк / / Календар для юнацтва «Твій друг — музика». — К.: "М. В. ", 1981.
- Макарова Ю. Творчість молодих (довідник під ред. К. Хачатуряна). — М.: "С. К. ", 1977. — C.114.
- Лучанець В. «Є колір в тій музиці» / / Ранок, № 10, 1983.
- Малахов С. Вірність темі / / Висота. — К.: «Молодь», 1987. — С.232 — 234.
- Кірєєва Т., Савар С. Композитори Донбасу (нариси життя і творчості). — Донецьк: «Донеччина», 1994. — С.24 — 30.

## Аудіозаписи
- Поема «Червоний вісник» для баритона, мішаного хору та ЕСО (сл. Б. Ластовенко, 1980 Фонд УкрРадіо, 10 мін, соліст В. Тіткін, ЕСО Нац. ТРК України, диригент Р. Бабіч);
- Сюїта «Колір моєї Вітчизни» для солістів, жіночого вок. анс. і ЕСО (сл. Р. Братуня, 1981 Фонд Укррадіо, 15 хв, солісти Л. Артеменко, В. Тіткін, В. Шпортько, ЕСО Нац. ТРК України, диригент Р. Бабіч);
- Концертіно для ФП. з орк. (1974, Фонд Укррадіо, 10 мін, соліст Є. Ржанова, ВСО Нац. ТРК України, диригент В. Гнєдаш)

## Відео
- Три історичні пісні
- Симфонієта[недоступне посилання з липня 2019]
- Вступне слово на ювілеї ДОНСКУ[недоступне посилання з липня 2019]